# Fernando Garreaud
Fernando Garreaud (1870–1929) byl fotograf francouzského původu působící v Chile a Peru, který v letech 1898 až 1900 vytvořil album „República Peruana 1900“.

## Životopis
Narodil se v Chile v roce 1869 nebo 1870, jeho rodiči byli francouzský fotograf Emilio Garreaud a Pařížanka Maria Cristina Ferrier de Leblanc. V raném věku se přestěhoval do rodinného sídla v Limě, protože jeho rodiče byli z profesních důvodů v Chile. Od útlého věku spolupracoval se svým otcem v jeho fotografickém ateliéru.
Jeho nejvýznamnějším dílem bylo album „República Peruana 1900“, pro jehož realizaci měl pravděpodobně podporu vlády Nicoláse de Piéroly, jelikož musel procestovat velkou část peruánského území, aby mohl provádět svou práci na skleněných deskách. Z tohoto důvodu udržoval korespondenci s Maxem Uhlem, pravděpodobně ohledně některých archeologických snímků nebo etnických typů, nebo kvůli opětovnému použití negativů Charlese Kroehleho v jeho albu. V důsledku vysoké kvality jeho práce mu Vicuña Mackenna svěřil vedení Alba Cerro Santa Lucía. Vytvářel také pohlednice s chilskými tématy a některé s erotickým obsahem.
Od roku 1903 spolupracoval s časopisem Actualidades, kde se objevil v karikatuře po boku dalších grafických přispěvatelů časopisu na jednom z mála známých obrazů F. Garreauda.
Kolem roku 1915 opustil ateliér, který zdědil po svém otci a který se stal majetkem Héctora Ponsettiho. V roce 1918 odcestoval do Spojených států jako tajemník Josého Payána a o dva roky později se odloučil od rodiny a usadil se v Buenos Aires.
Zemřel v roce 1929 v Buenos Aires, sám a oddělený od svých 6 dětí a manželky Any Ceumens, která žila v Chile a dožila se 60 let.

## Archiv
Národní knihovna Peru uchovává Garreaudův archiv, který obsahuje jednu ze dvou kopií alba „República Peruana 1900“, jež v zemi existují, a obsahuje 495 fotografií Peru a dalších půl tisíce různých obrázků.

## Galerie

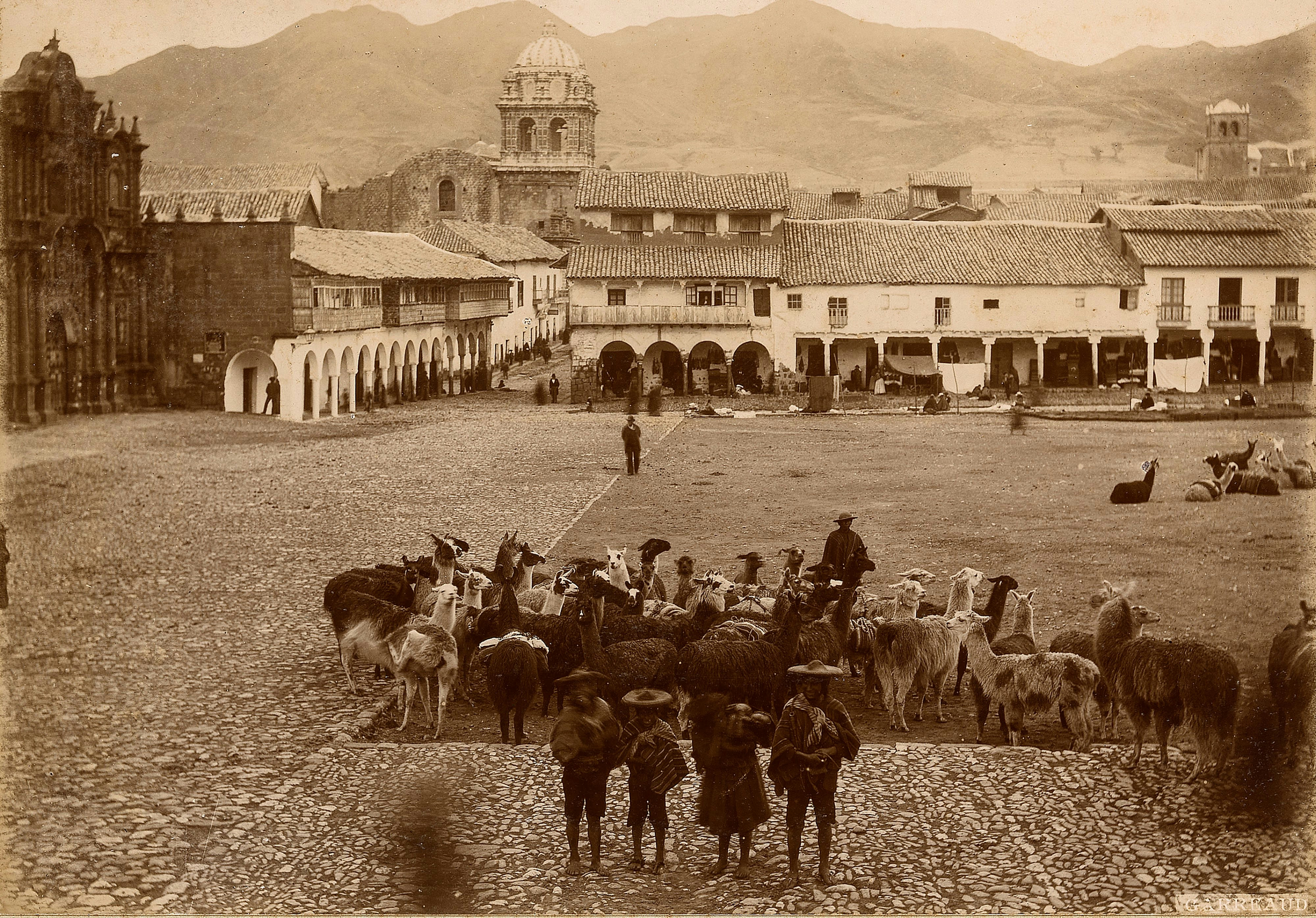
Hlavní náměstí v Cuscu mezi lety 1898 a 1899
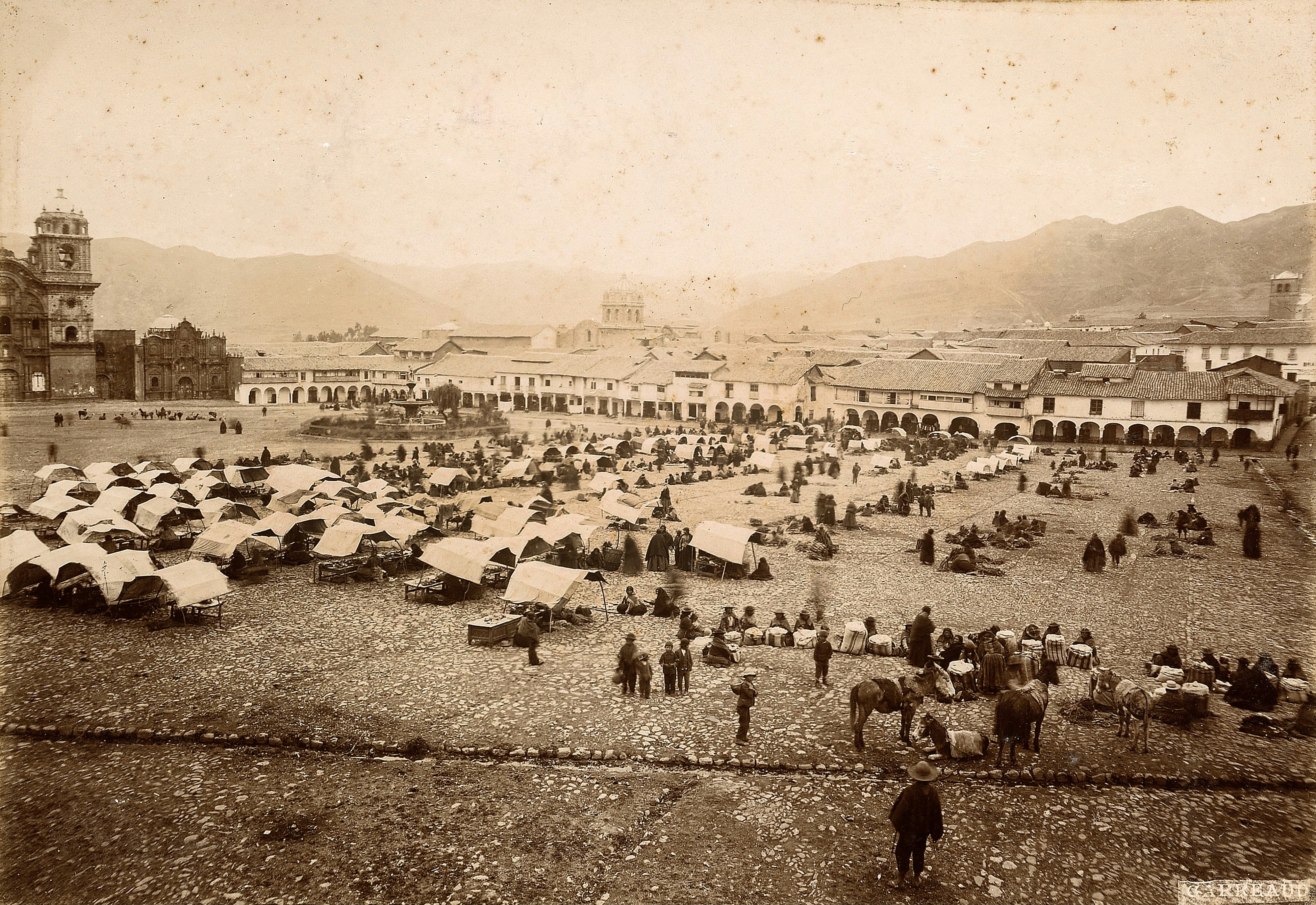
Trh na hlavním náměstí v Cuscu mezi lety 1898 a 1899
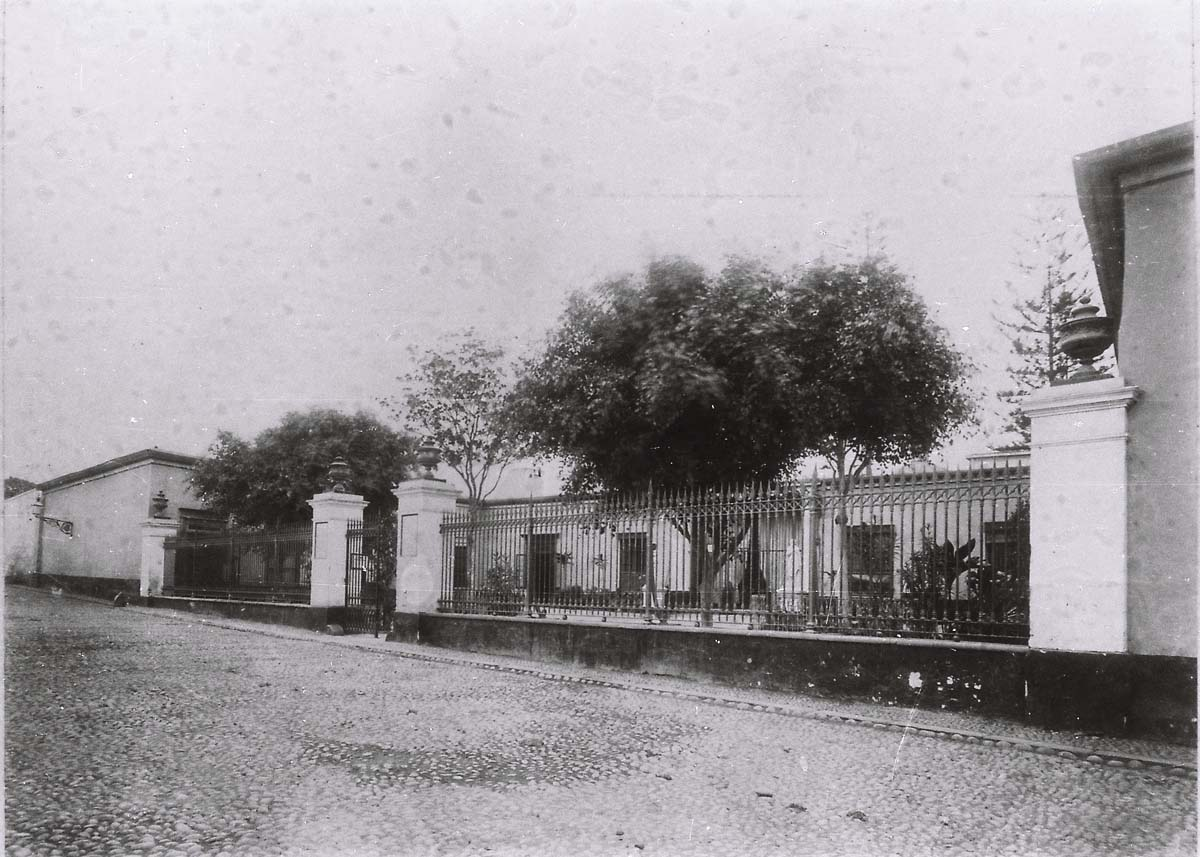
Nemocnice Misericordia, okolo roku 1900
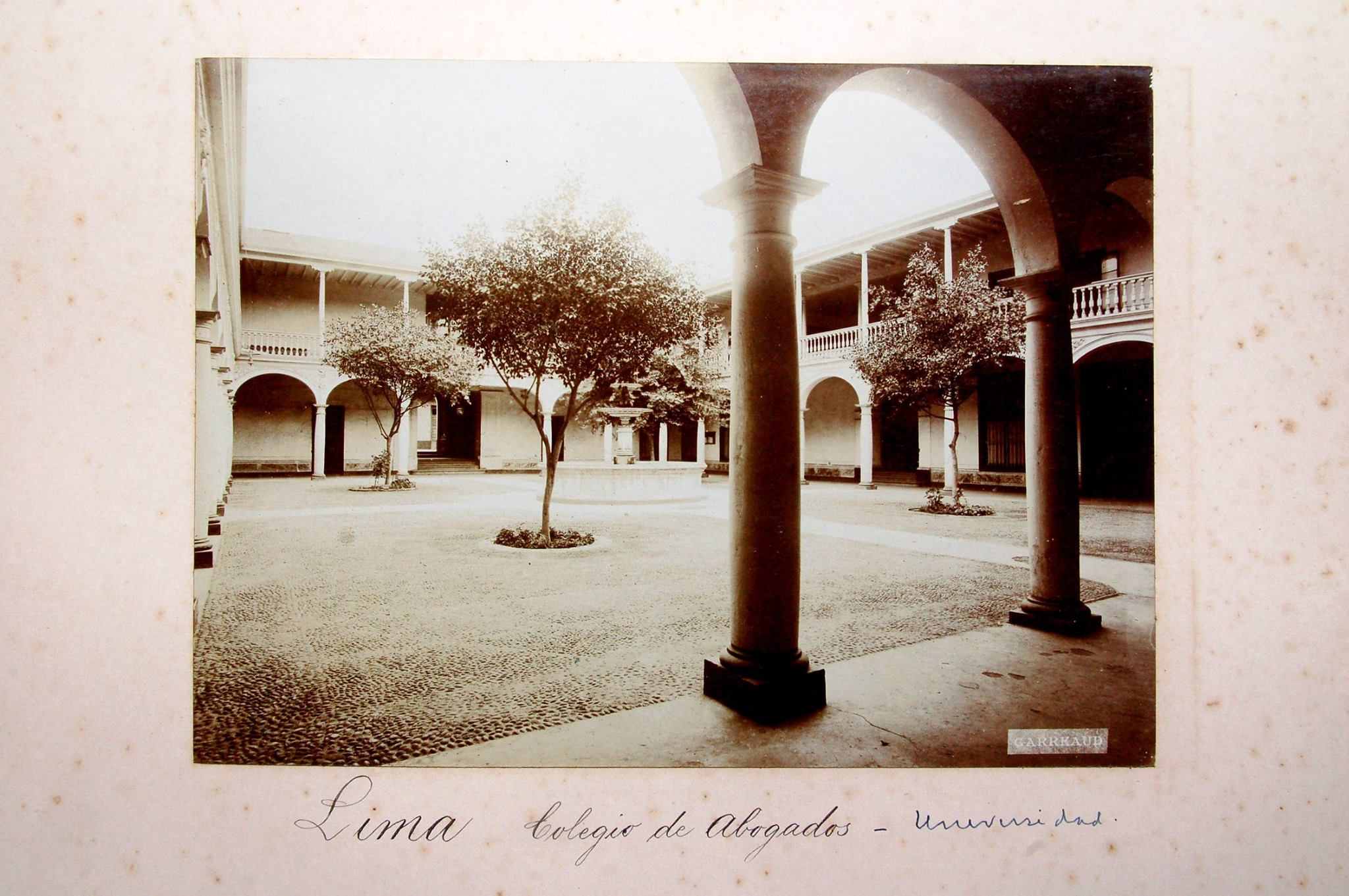
PATIO DE MAESTROS, Historická fotografie tzv. Patio de Derecho (Dvůr práv) na Univerzitě San Marcos, publikovaná v díle República Peruana 1900. Fotografické album vzniklo mezi lety 1898 a 1900 a jeho autorem byl Chilan francouzského původu Fernando Garreaud (1869–1929). Datum: 1898
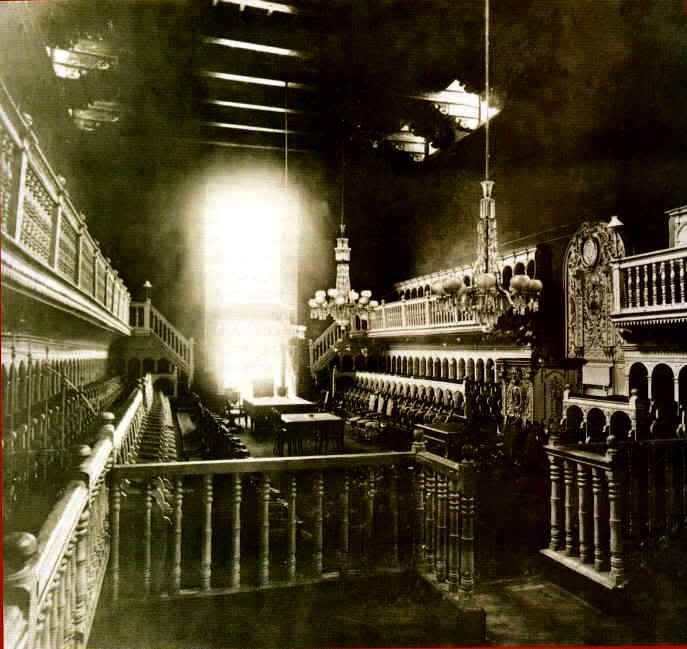
SALÓN GENERAL (Cámara de Diputados) „Také jeden generální sál pro jednání univerzity, který je rovněž využíván jako místo zasedání Právnické komory. V tomto sále je 92 nízkých a 73 vysokých sedadel; navíc dvě galerie – jedna pro kanovníky a druhá pro dámy. Jeho architektura, ač starobylá, je hodnotná. Horní část stěn je zcela pokryta portréty bývalých profesorů a rektorů, mezi nimiž jsou i osoby s významnými literárními zásluhami.“ (Fuentes, 1866). Datum: 1898.